# فروغر 2 (لعبة فيديو 2008)
فروغر 2 (بالإنجليزية: Frogger 2)‏، هي لعبة فيديو يابانية من نوع أكشن، وهي من تطوير ڤوليكس، ومن نشر كونامي، تم إصدار اللعبة عبر متجر إكس بوكس آركيد سنة 2008، وتعمل حصرياً لجهاز إكس بوكس 360.